# 香港言論自由
香港言论自由，指的是香港地区的言论自由程度，其历程可以分为港英时期和特区时期。言论自由在一定程度上和新闻自由有较大的联系，因此本条目亦包含部分新闻自由内容。参见香港新闻自由条目。

## 港英時期
香港商業電台播音員林彬於電台節目《欲罷不能》及《時事評論》中抨擊香港親中共左派在「六七暴動」中的暴行，指他們擾亂香港秩序，對左派的行為及目的更是諸多嘲諷。例如1967年8月20日下午，暴徒在北角清華街擺放炸彈，八歲女童黃綺文及其兩歲弟弟黃兆勳出來遊玩，觸摸炸彈即時被炸得肚破腸流、死狀至慘。林彬痛罵此野獸行為，指斥左派人士喪盡天良。由於清華街慘案深入人心，加上林彬利用廣播對市民產生一定的影響力，林彬因此遭受左派忌恨，曾接到過無數的恐嚇信，而左派報紙《文滙報》更把林彬的名字改為「臨殯」，甚至公開聲明要置之於死地。最终，8月24日，林彬在九龍何文田窩打老道山嘉鳴閣對開馬路上被暴徒伏擊，遭縱火燒至重傷，翌日不治。林彬之死被認為使香港的言論自由受到影響。

## 特區時期
1997年香港回歸後的主要依據是《香港特別行政區基本法》第3章〈居民的基本權利和義務〉第27條。另外，《公民權利和政治權利國際公約》條文也已經併入香港法例第383章《香港人權法案條例》第十六條〈意見和發表的自由〉。
至2002年，政府打算就《基本法》第23條立法，並設立與叛國相關罪行。然而，該草案被指與香港的言論自由有衝突。最後，港府在23條問題上願意讓步。
2004年，多名著名電台主持，如李鵬飛、黃毓民等人因為他們的言論，而惹來反對者的恐嚇或壓力，先後自行暫停主持節目。
2005年，警察當局打算禁止在示威中出現「煽動性」標語，但有關「煽動性」的定義尚未有共識，遭到香港民眾批評。
除了作為公共廣播的香港電台外，香港的廣播媒體全由大型商業機構經營，同時香港法例禁止市民在未經當局批准下開辦電台或電視台。因此，一般市民只能透過網絡電台方式經營廣播業務，著名的網絡電台包括香港人民廣播電台、開台。
2007年5月10日，有香港網民在Uwants刊登色情照片被捕。同日，中大學生報刊登有情色成份內容被列為不雅，明光社更高調批判中大學生報，最後香港中文大學校方宣布會懲罰中大學生報內閣，引來社會人士質疑言論自由受到宗教勢力影響，懷疑香港的言論自由正在以道德為名被削弱。
2007年5月底，地鐵公司打算立例將在地鐵講粗口的刑罰加重至監禁，也令人質疑言論自由有沒有受到影響。
香港主權移交中國後，言論自由受到中國大陸政府的干涉，而且越來越受到限制。如2011年一名身穿「平反六四」T恤的港大三年級學生於時任國務院副總理李克強到訪期間表達訴求，但被香港警方暴力對待。
自2010年代起，香港的新聞自由度在許多國際評比中，已經淪落到中度自由地區，不再是昔日完全自由的地區。而隨著2020年《港區國安法》生效，香港的言論自由受到更大衝擊。
2020年5月，香港電台旗下的節目頭條新聞因政治壓力暫停製作。
2021年6月，蘋果日報因政治迫壓而停止運作。
2021年12月，立場新聞因政治迫壓而停止運作。